# František Petr Krejčí
František Petr Krejčí, uváděn též jako Petr Krejčí (27. června 1796 Březina – 4. července 1870 Praha), byl český katolický kněz, v letech 1858–1870 světící biskup pražský a titulární biskup oropský, v 60. letech 19. století poslanec Českého zemského sněmu.

## Biografie
Během studií filozofie na Karlo-Ferdinandově univerzitě se pohyboval v okruhu Bernarda Bolzana. Studoval teologii v Litoměřicích. 24. srpna 1819 byl vysvěcen na kněze.
Po vysvěcení kaplanoval v Turnově, poté na krátko administroval postupně Turnov, Rovensko (Týn nad Rovenskem), poté ustanoven lokalistou na Hrubé Skále a od roku 1828 děkanem v Turnově. Roku 1837 se stal kanovníkem v Praze, roku 1854 generálním vikářem. Dne 21. prosince 1857 byl jmenován a 28. února 1858 ordinován do funkce světícího biskupa pražského a titulárního biskupa oropského. Zastával ji do své smrti roku 1870. Podílel se na dojednávání a realizaci závěrů provinčního pražského koncilu roku 1860.
Po obnovení ústavního života v Rakouském císařství počátkem 60. let 19. století se zapojil i do zemské politiky. V zemských volbách v Čechách v roce 1861 byl zvolen v městské kurii (volební obvod Praha-Hradčany) do Českého zemského sněmu. Zvolen byl jako oficiální kandidát českého volebního výboru (Národní strana). Na sněmu se profiloval jako stoupenec českého státoprávního programu a působil jako náhradník zemského výboru. V dubnu 1861 se na sněmu spolu s biskupem Janem Valeriánem Jirsíkem připojil k návrhu 79 českých měšťanských poslanců, v němž se žádala změna volebního systému, ale připouštělo se dočasné upuštění od jejího prosazování s ohledem na nelibost konzervativní české šlechty, jež tehdy působila jako spojenec české reprezentace.

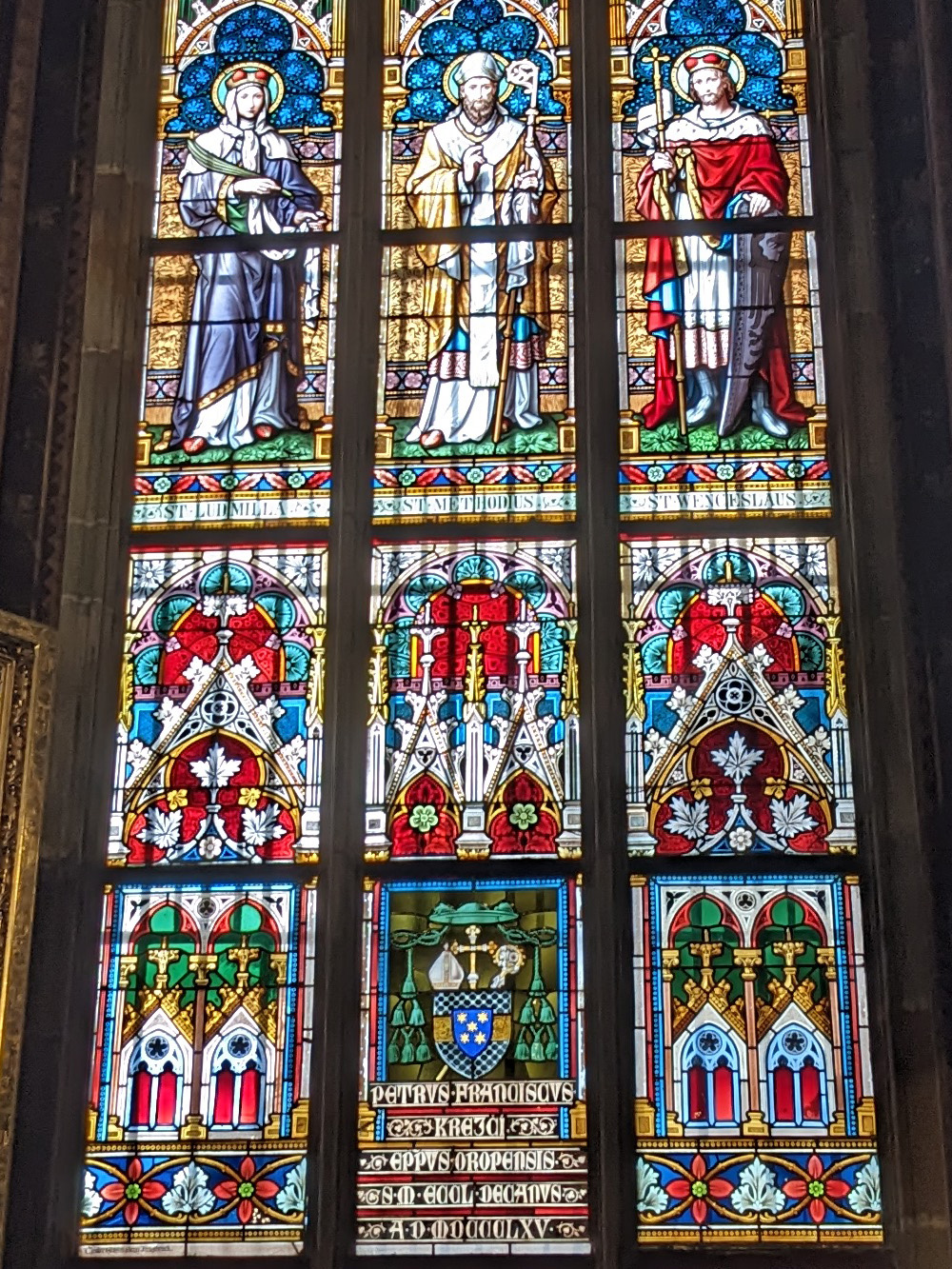
vytráž se jménem „Petrvs Fanciscvs Krejcik“ ve sv. Vítu

V říjnu 1863 se stal děkanem pražské metropolitní kapituly u sv. Víta. Roku 1865 věnoval kostelu vitrážové okno, součástí jeho jméno a letopočet, a je umístěné v centrální kapli Panny Marie. Zasazoval se o nadační činnost na podporu kněžského vzdělávání. Byl taky zakladatelem nadace pro turnovské studenty a podporovatelem tamního ochotnického divadla. Na počest jeho 40. narozenin sehráli turnovští představení hry Loupež, jejíž výtěžek šel na podporu chudých. Dne 11. září 1854 pronesl řeč při znovuvysvěcení turnovského kostela Panny Marie. Financoval stavbu kříže s ukřižovaným Kristem. Za své aktivity byl jmenován čestným občanem Prahy a Turnova.

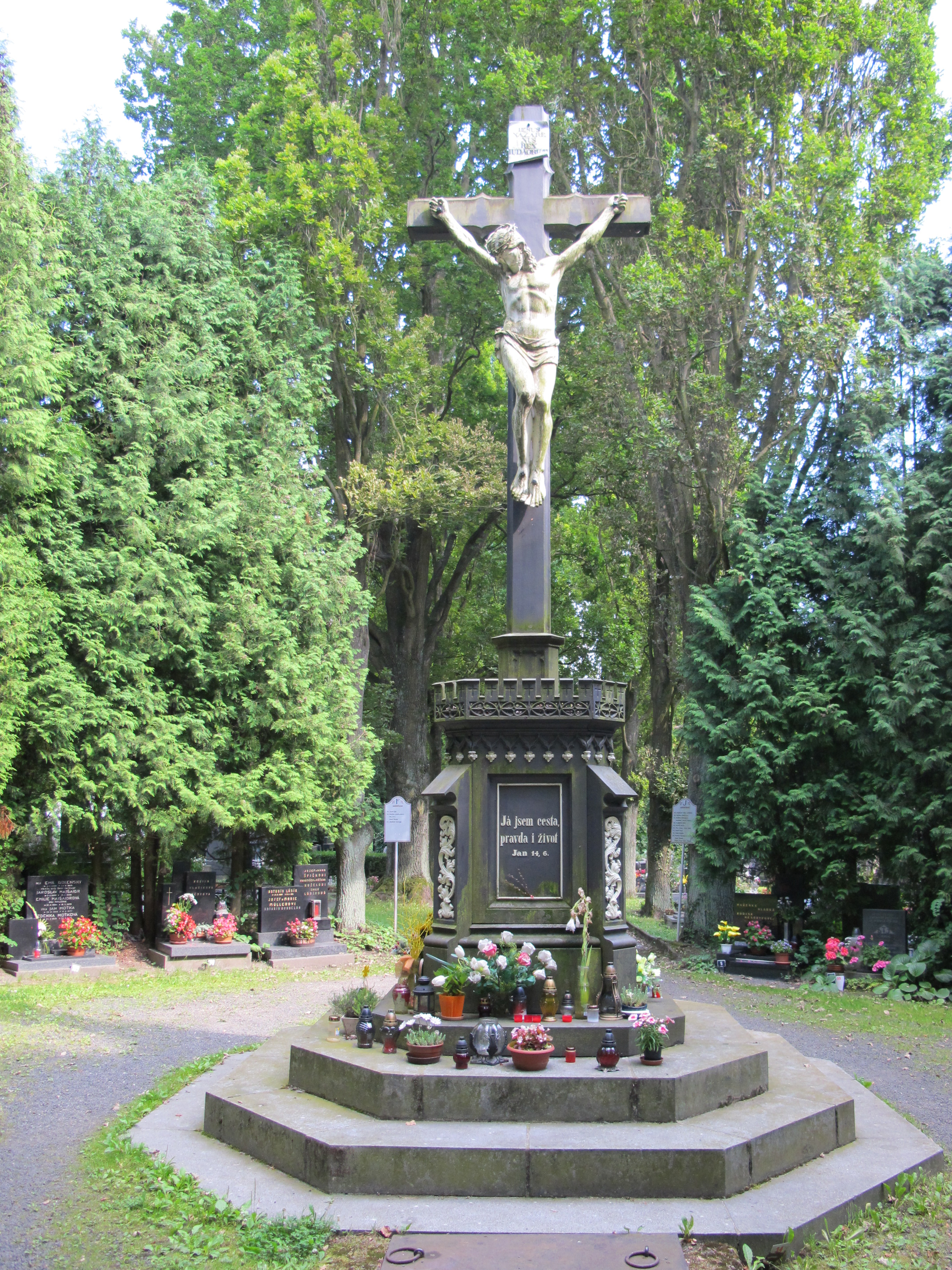
Hrob v Turnově

Zemřel po krátké, těžké nemoci. Pohřben je na hřbitově u kostela Narození Panny Marie v Turnově na čestném místě u ústředního kříže.